# Coupe du Couronnement
La Coupe du Couronnement (en anglais : « Coronation Cup ») est un tournoi amical de football disputé en mai 1953 à Glasgow, en commémoration du couronnement d'Élisabeth II.
Quatre équipes écossaises et quatre équipes anglaises s'affrontent, ce qui présente à cette époque un événement sportif rare étant donné qu'il n'existe pas encore de compétitions européennes. Le 20 mai 1953, le Celtic Football Club de Glasgow, qui a disposé préalablement des Anglais d'Arsenal FC et de Manchester United FC, bat en finale les Écossais d'Hibernian deux buts à zéro, devant les 117 000 spectateurs réunis à Hampden Park,. 